# Stanisław Pogonowski
Stanisław Pogonowski (ur. 18 października 1898 w Oporowie, zm. 26 lutego 1934 w Łodzi) – chorąży Legionów Polskich i Wojska Polskiego. Uczestnik I wojny światowej, wojny polsko-bolszewickiej. Kawaler Orderu Virtuti Militari.

## Życiorys
Urodził się 18 października 1898 w Rużycach-Oporowie, pow. kutnowskim, w rodzinie Ryszarda i Heleny z Mareckich. Brat Stefana Pogonowskiego. Absolwent gimnazjum w Łodzi. W 1914 wstąpił do Legionów Polskich. Służył w I Brygadzie Legionów Polskich, następnie w III Brygadzie Legionów Polskich. W lipcu 1917 przedostał się na Kubań do oddziałów I Korpusu Polskiego. W odrodzonym Wojsku Polskim od września 1918 w 4 Dywizji Strzeleckiej gen. Lucjana Żeligowskiego. Od maja 1919 walczył w Małopolsce z 10 Dywizją Piechoty na froncie wojny polsko-bolszewickiej jako żołnierz 29 pułku strzelców kaniowskich. 
Odznaczony Orderem Virtuti Militari za obronę przeprawy na Bugu, gdzie walczył 15 sierpnia 1920 jedynie z kilkoma żołnierzami swojego oddziału.
Następnie brał także udział w walkach na Wołyniu i Litwie Środkowej. Przeniesiony do rezerwy w 1923. 
Zmarł 26 lutego 1934 w Łodzi i tam też pochowany. Był kawalerem. 

## Ordery i odznaczenia
- Krzyż Srebrny Orderu Wojskowego Virtuti Militari nr 612[1][2]
- Krzyż Niepodległości (22 grudnia 1931)[3][1]
- Krzyż Walecznych (czterokrotnie)[1]